# Massif du Pollino
Le massif du Pollino est un massif des Apennins culminant à 2 248 m d'altitude entre la Basilicate et la Calabre.
C'est le plus élevé de l'Apennin méridional. De nature argileuse et gréseuse à l'est et calcaire à l'ouest, il culmine à 2 267 m à la serra Dolcedorme. Deux autres sommets remarquables sont la serra del Prete (2 180 m) et le mont Pollino (2 248 m).
Pour ces particularités, et au vu des espèces de faune et de flore présentes, le parc national du Pollino a été institué en 1993. D'une superficie de 1 960 km2, il s'étend entre les provinces de Cosenza, Potenza et Matera.

## Toponymie
Le massif tient son nom du mont Pollino dont l'origine est incertaine. Pour certains, le nom proviendrait du latin pullus (« jeune animal ») d'où le nom Mons Pullinus (littéralement « mont des jeunes animaux ») ; pour d'autres, il serait issu du latin Mons Apollineus, « mont d'Apollon », puisqu'il était considéré comme la résidence de ce dieu pendant la période de la Grande Grèce.

## Géographie

### Situation, topographie

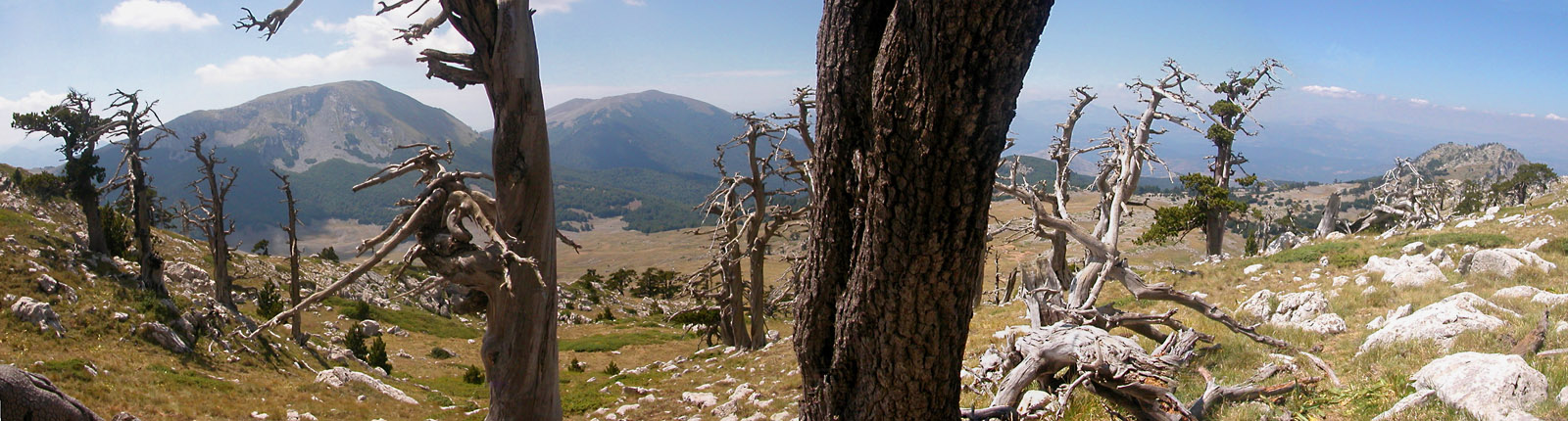
Vue du mont Pollino (à gauche) et de la serra del Prete (au centre), depuis la serra delle Ciavole ; au premier plan, Pins de Bosnie.

Le massif du Pollino, qui se situe aux confins naturels entre la Calabre et la Basilicate, est encadré par le massif du Pellegrino à l'ouest et la plaine de Sibari au sud-est.
Le massif peut être divisé en trois secteurs.
La dorsale méridionale émerge du bassin du fleuve Coscile et s'étend par une succession de parois rocheuses qui, depuis le sud-est, prennent la direction du nord-ouest, interrompues parfois par des profonds sillons et vallons. La longue arête part du mont Moschereto, traverse la Timpa del Principe (1 741 m), le mont Manfriana (1 981 m) puis traverse le noyau central constitué par la serra Dolcedorme, son point culminant (2 267 m, le mont Pollino (2 248 m) et la serra del Prete (2 180 m). La crête de la dorsale se termine à l'ouest avec les monts Coppola di Paola et Timpa dell'Orso. Les hauts sommets de la dorsale sont séparés par des plateaux comme le Piano Gaudolino et le Piano Ruggio, qui constituent les points de passage des anciennes voies de communication.
Le cœur du massif du Pollino est constitué par un haut plateau central qui s'ouvre sur le versant nord, adossé à la dorsale méridionale. Il est constitué par un ensemble de hauts plateaux dont l'altitude varie 1 790 et 1 960 m comportant de vastes prairies et zones de pâturages, entourés par les hauts sommets de la serra delle Ciavole (2 130 m), de la serra di Crispo (2 053 m), du mont Pollino et de la serra Dolcedorme.
Le versant oriental se développe le long de la vallée du torrent Raganello dont le cours est enserré dans des reliefs rocheux appelés localement « Timpe » constituée par le mont Falconara (1 656 m) et la Timpa di San Lorenzo (1 652 m). Ce dernier constitue l'une des plus imposantes parois rocheuses des Apennins.

### Principaux sommets

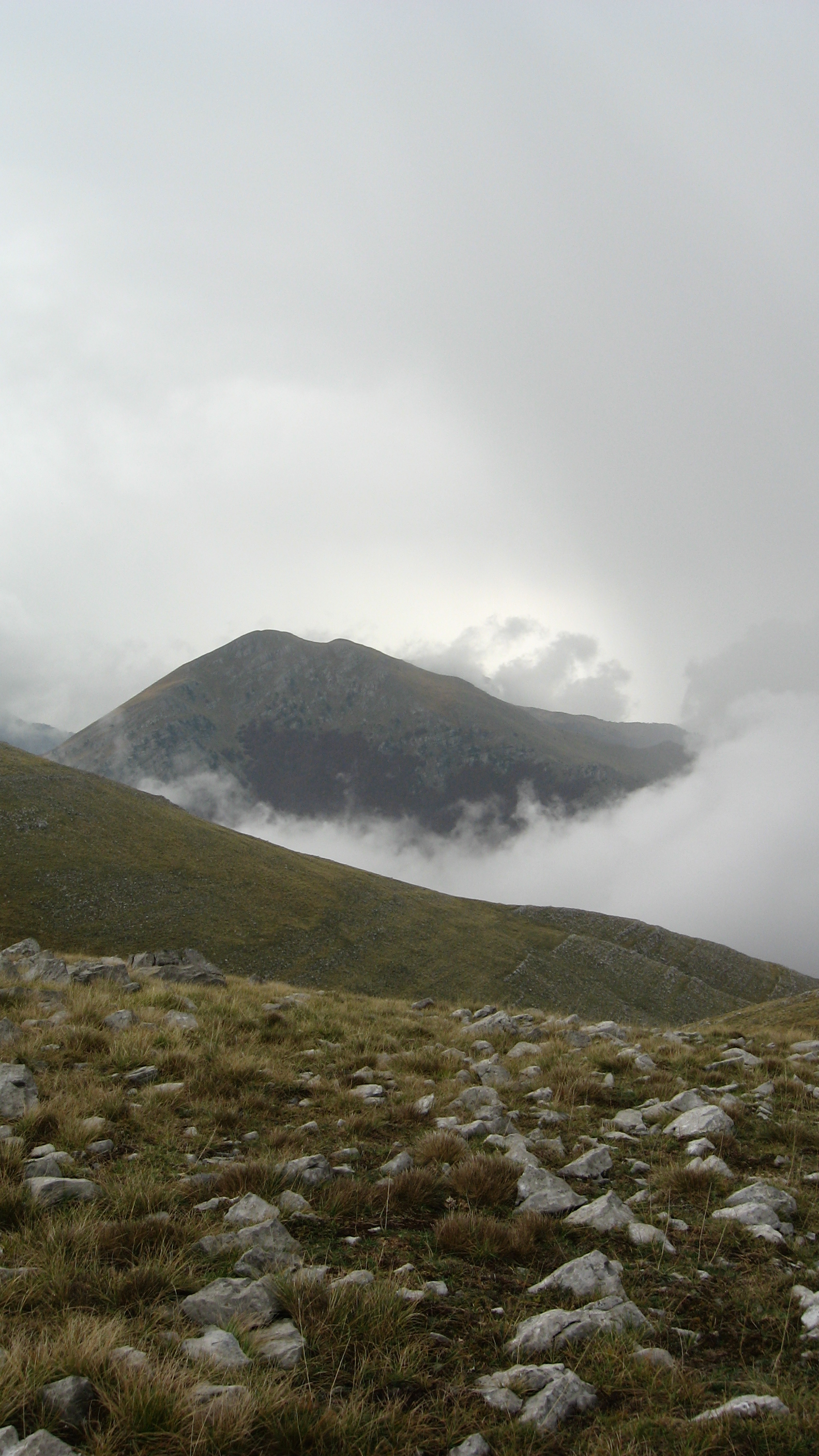
Vue du mont Pollino depuis les prairies de la serra del Prete.

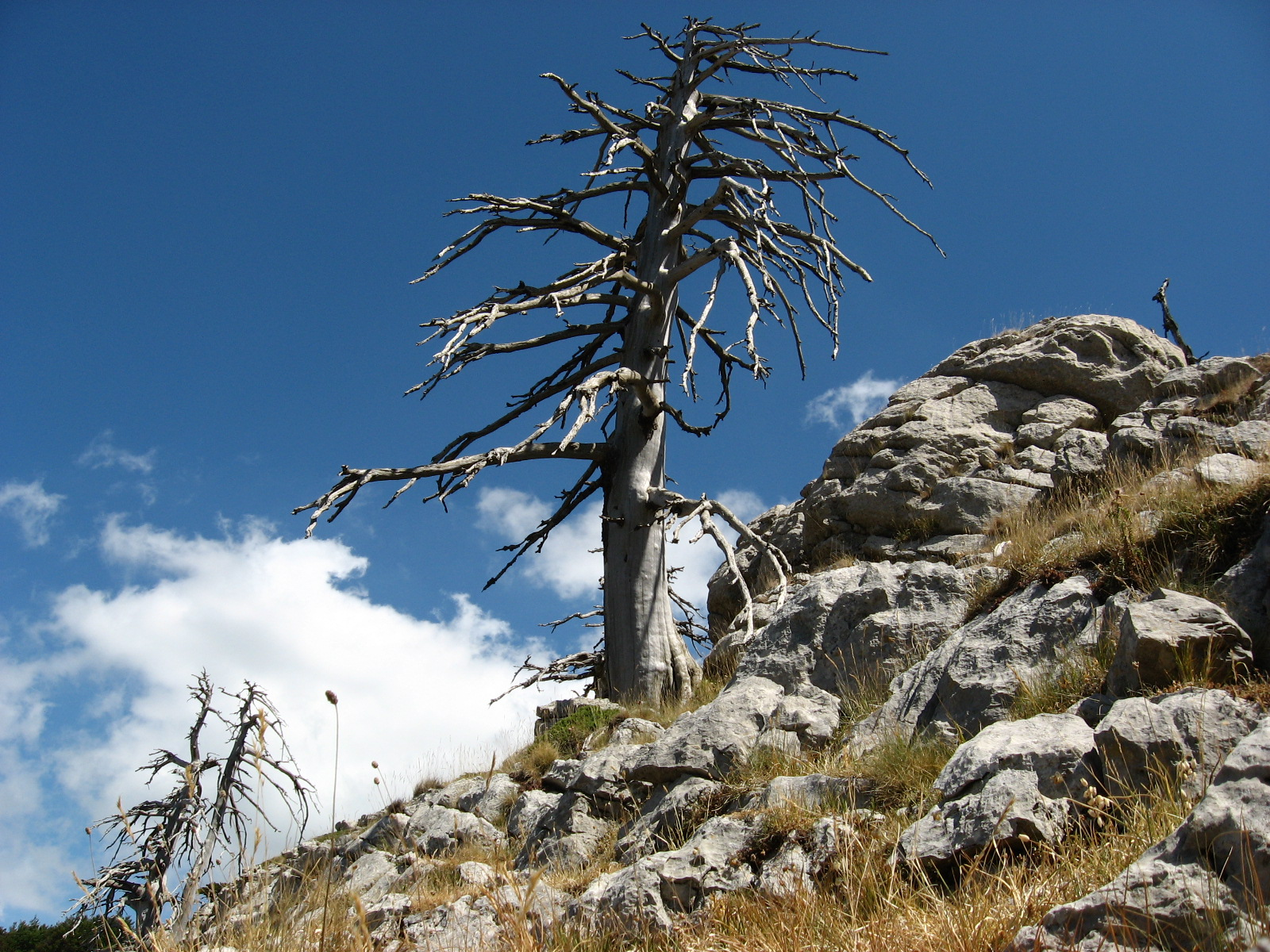
Pin de Bosnie, crête ouest de la serra delle Ciavole.

| Numéro | Altitude | Nom                    |
| 1      | 2 267 m  | Serra Dolcedorme       |
| 2      | 2 248 m  | Mont Pollino           |
| 3      | 2 180 m  | Serra del Prete        |
| 4      | 2 127 m  | Serra delle Ciavole    |
| 5      | 2 054 m  | Serra di Crispo        |
| 6      | 1 987 m  | Cozzo del Pellegrino   |
| 7      | 1 981 m  | La Manfriana           |
| 8      | 1 935 m  | Monte La Mula          |
| 9      | 1 900 m  | Mont Alpi              |
| 10     | 1 827 m  | Monte Caramolo         |
| 11     | 1 825 m  | La Montea              |
| 12     | 1 823 m  | Timpone della Capanna  |
| 13     | 1 803 m  | Cozzo Ferriero         |
| 14     | 1 779 m  | Timpone di Viggianello |
| 15     | 1 713 m  | Mont Sparviere         |
| 16     | 1 656 m  | La Falconara           |
| 17     | 1 652 m  | Mont La Spina          |
| 18     | 1 650 m  | Timpa di San Lorenzo   |
| 19     | 1 632 m  | Mont Palanuda          |
| 20     | 1 580 m  | Mont Zaccana           |
| 21     | 1 450 m  | Mont Cerviero          |
|        |          |                        |

### Géologie
Il y a plus de 100 millions d'années, le rapprochement des plaques continentales eurasiatique et africaine a provoqué le plissement du territoire et la formation des reliefs. Il y a 5 millions d'années, des mouvements de distension ont déterminé les fractures des roches émergées, appelées localement « faglie », comme la paroi méridionale de Timpa Falconara. L'avènement des glaciers au cours de la dernière glaciation a érodé les vallées et les hauts plateaux, façonnant les sommets. L'accumulation d'énormes quantités de glace a donné lieu à la formation de cirques glaciaires observables sur le flanc septentrional du mont Pollino, à la serra del Prete, à la serra Dolcedorme, dans la cuvette de Fossa del Lupo et sur le versant méridional de la Mula, où se trouvent des dépôts morainiques.
Le massif est recouvert d'argile et de grès à l'est, tandis que le socle calcaire apparaît à l'ouest, avec une importante variété de paysages, collines, ravins, murailles abruptes et impressionnantes formations karstiques, souterraines et de surface.
Le territoire est parsemé de grottes comme celle de Romito, dans laquelle ont été retrouvés des pétroglyphes remontant au Paléolithique, et de gorges, dont les plus remarquables sont celles creusées par le torrent Raganello et le fleuve Lao à la fin de la dernière période glaciaire.
Un autre important phénomène karstique est constitué par le puits de l'Abisso del Bifurto, considéré comme étant le gouffre le plus profond de l'Italie méridionale qui descend à 683 m de profondeur vers les entrailles du fleuve Sellaro,. Les grottes de Serra del Gufo, les plans de Pollino, Ruggio et Iannace sont riches en dolines et en gouffres. À proximité des principaux sommets (Pollino, serra del Prete et serra di Mauro), au fond des dolines, s'ouvrent de grands ponors qui alimentent en eau les nombreuses sources disséminées dans le territoire comme celles « del Frida », à Mezzana, et « del Mercure », près de Viggianello.

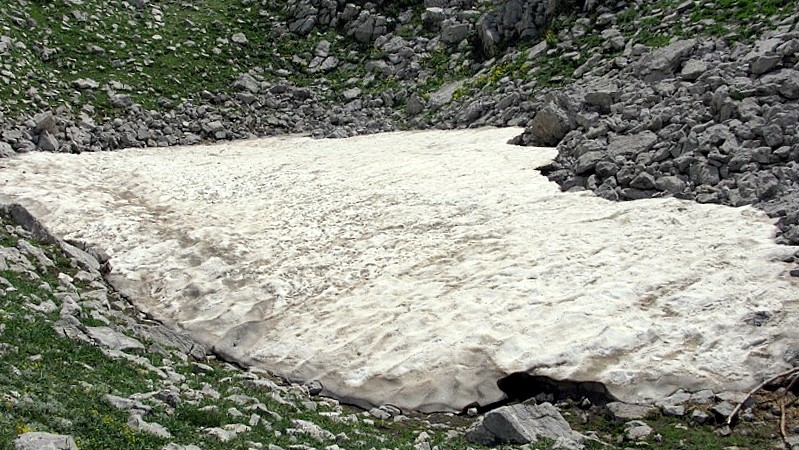
Névé du Pollino, fin août 2010.

Les profils des sommets les plus élevés sont le résultat de l'action de glaciers disparus. Les traces les plus significatives se trouvent sur le versant nord-occidental de la serra Dolcedorme avec la cuvette Fossa del Lupo, ancienne zone d'accumulation de neige qui alimentait le glacier del Frido. Sur le versant nord-oriental du mont Pollino se trouvent deux cirques glaciaires séparés par le contrefort nord-est de la montagne et une moraine sur le versant septentrional de la serra del Prete. Les glaciers en récession ont laissé des dépôts morainiques ainsi que des grands blocs erratiques présents sur les plans du Pollino et d'Acquafredda, à une altitude comprise entre 1 800 et 2 000 mètres.

### Climat
Des névés son présents sur les plus hauts sommets dont le plus important est celui du Pollino, situé dans une doline au sud de son sommet. Une station météorologique y a été installée le 9 octobre 2010 afin de suivre en temps réel son microclimat.

### Flore

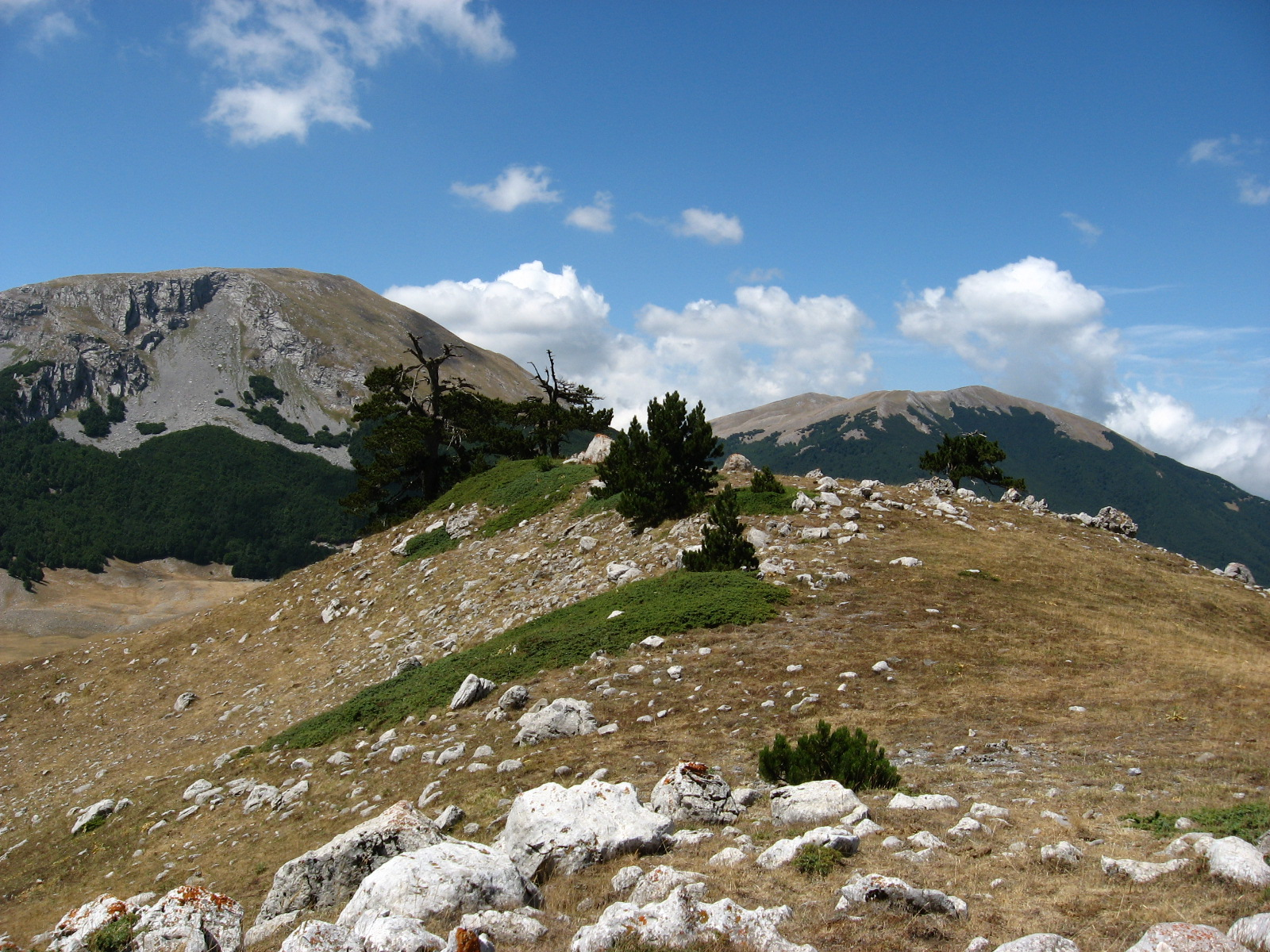
Vue du contrefort ouest de la serra delle Ciavole.

Sur les parties les plus basses des versants du massif se trouvent des forêts de châtaignier. Elles sont remplacées, sur une dénivellation d'environ 1 200 m, par le charme, le chêne, le hêtre et l'érable. Dans les localités de Lago Duglia et Casino Toscano pousse le Sapin blanc.
Sur le côté ouest, poussent, éparpillés sur les pentes pierreuses escarpées, le pin de Bosnie et une espèce de genévrier rampant.
En été poussent diverses espèces de fleurs sauvages : renoncule, Rosier sauvage, joubarbe, Orpin blanc, Violette de l'Etna, Campanule agglomérée, Globularia meridionalis, Coronic de Colonna, chardon.

### Faune
La faune est caractérisée par des insectes de toutes sortes, qui abondent surtout en été, notamment des sauterelles, bourdons et abeilles.
Le mont abrite entre autres le Loup des Apennins, le chevreuil, le lièvre ainsi que de nombreuses espèces d'oiseaux, dont le Hibou grand-duc, l'Aigle royal, la crécerelle.

## Histoire
Le massif est habité depuis le Paléolithique supérieur, comme attesté par le site préhistorique de la grotte Riparo del Romito, près de Papasidero, puis successivement par une multitude de peuples, Grecs, Romains, Lombards, Sarrasins, Byzantins, Normands, Espagnols et entre 1470 et 1540 par une communauté albanaise, fuyant devant les milices turques.
Après l'unification de l'Italie en 1860, la crise économique provoque l'appauvrissement de la région, le phénomène du brigandage, puis l'émigration massive de ses habitants outre-Atlantique.
Au mois de juillet 2007, une zone de 2 000 ha située entre Morano Calabro et Castrovillari a été dévastée par des incendies d'origine probablement criminelle. Cet incendie a provoqué la destruction d'environ 200 ha de forêt ainsi que d'importants dégâts à l'écosystème et aux nombreuses espèces de la faune et de la flore protégées qui risquent de disparaître.
En février 2010, une avalanche s'est produite sur le versant nord-est de la serra del Prete ; la précédente datait de 1990. Cette avalanche a concerné une zone de 1 000 m de long sur 30 à 40 m de large.
Le 26 octobre 2012, à 1 h 5, le massif a subi un séisme de magnitude 5,3. De 2010 à 2012, la zone a été concernée par plus de 2 200 secousses sismiques,.

## Activités
Le massif du Pollino permet de nombreuses activités sportives, entre autres l'escalade, le trekking, le rafting, le canyoning, l'escalade libre, le vélo tout terrain, mais aussi le tourisme équestre et la randonnée pédestre.

### Randonnée
Le massif compte de nombreux refuges :
- Pino loricato
- Visitone
- De Gasperi
- Colle Ruggio
- Fasanelli
- Segheria
- Aquila verde
- Tappaiolo
- Caserma
- Catusa
- Acquafredda
- Il Nibbio
- M. Carnara
- Tappaiolo

### Filmographie
- Michelangelo Frammartino, Il buco, 2021 : raconte l'exploration, en août 1961, par un groupe de spéléologues de l'Italie du Nord, de l'Abisso del Bifurto.